# Dicranomyia (Dicranomyia) midas
Dicranomyia (Dicranomyia) midas is een tweevleugelige uit de familie steltmuggen (Limoniidae). De soort komt voor in het Afrotropisch gebied.